# 和田秀来
和田 秀来（わだ ひでき、1877年（明治10年）10月11日 - 1974年（昭和49年）3月27日）は、大日本帝国陸軍軍人。最終階級は陸軍少将。

## 経歴・人物
福岡県出身。1898年（明治31年）福岡県立尋常中学修猷館を経て、1900年（明治33年）11月陸軍士官学校第12期卒業。
1924年（大正13年）2月大阪砲兵工廠小倉兵器製造所長、同年12月大佐に累進し、1927年（昭和2年）7月野砲兵第10連隊長。
1930年（昭和5年）8月少将に進み、津軽要塞司令官。1931年（昭和6年）8月待命、予備役。
1947年（昭和22年）11月28日、公職追放仮指定を受けた。

## 栄典
勲章
- 1940年（昭和15年）8月15日 - 紀元二千六百年祝典記念章[5]